# ウィンスロー (DD-53)
|          |                                          |
| 艦歴     |                                          |
| 発注     | 1913年3月                                |
| 起工     | 1913年10月1日                            |
| 進水     | 1915年2月11日                            |
| 就役     | 1915年8月7日                             |
| 退役     | 1922年6月5日                             |
| その後   | 1937年6月にスクラップとして廃棄          |
| 除籍     | 1936年1月7日                             |
| 性能諸元 |                                          |
| 排水量   | 1,050トン                                |
| 全長     | 305 ft 3 in (93 m)                       |
| 全幅     | 30 ft 4 in (9.2 m)                       |
| 吃水     | 10 ft 5 1/2 in (3.2 m)                   |
| 機関     | 4缶、蒸気タービン2基、2軸推進、17,000shp |
| 最大速   | 29.05ノット (54 km/h)                    |
| 乗員     | 士官、兵員106名                          |
| 兵装     | 4インチ砲4門 21インチ魚雷発射管8門       |

ウインスロー (USS Winslow, DD-53) は、アメリカ海軍の駆逐艦。オブライエン級駆逐艦の1隻。艦名はジョン・アンクルム・ウインスロー少将に因む。その名を持つ艦としては2隻目。

## 艦歴
ウインスローは1913年10月1日にペンシルベニア州フィラデルフィアのウィリアム・クランプ・アンド・サンズ社で起工した。1915年2月11日にナタリー・E・ウインスローによって命名、進水し、1915年8月7日に艦長ニール・E・ニコルズ中尉の指揮下就役する。
東海岸での公試の後、ウインスローは大西洋艦隊水雷小艦隊第6分艦隊に配属された。1915年の冬から1916年にかけてキューバ海域で艦隊演習に参加し、春に東海岸での作戦活動を始めた。1916年10月、ロードアイランド州ニューポートの沿岸で任務に従事する。
10月8日の05:30に、ロングアイランドの東端で灯台船ナンタケットの近くに停止するドイツ潜水艦の存在が無線で伝えられた。12:30頃にイギリスの汽船ウェストポイントからのSOSを受け取り、アルバート・グリーブス少将はニューポートに停泊するウインスローと他の駆逐艦に対して生存者の救助に当たるよう命じた。アメリカの駆逐艦は17:00頃現場に到着したが、ハンス・ローズ大尉の指揮するU-53はホーランド・アメリカラインの貨物船、Blommersdijk を攻撃しようとしていた。直後U-53はイギリス客船ステファノ (Stephano) を攻撃した。U-53はその日の早くに他の3隻を沈めており、ローズはその3隻に行ったと同様にこの2隻の乗員に対して船から退去するに十分な時間を与えた。U-53が沈めた5隻の生存者の合計226名は駆逐艦隊によって救助された。
月末にウインスローはニューヨーク海軍工廠に入渠し、年末まで同地に留まった。1917年1月、キューバに向けて出航し艦隊に合流、恒例の冬季演習に参加した。演習を終えるとウインスローはチェサピークに向かった。

### 第一次世界大戦
アメリカ合衆国が1917年4月6日に第一次世界大戦に参戦したが、当時ウインスローはバージニア州ヨークタウンに近いヨーク川に停泊していた。ドイツが無制限潜水艦作戦を開始し、アメリカとの関係が悪化し始めた2月から河口でアメリカ船の護衛を行っていた。議会が参戦を承認した直後にウインスローはニューヨーク海軍工廠に入渠し、海外任務の準備に入った。1ヶ月足らずの後にマサチューセッツ州ボストンに移動、そこから5月7日に僚艦5隻と共にヨーロッパに向けて出航した。10日間の航海の後、ウインスローはアイルランドのクイーンズタウンに到着する。21日にはイギリス諸島へのアプローチでの哨戒任務を開始した。
ウインスローはドイツの無制限潜水艦作戦から連合軍の補給船を守るため、ほぼ1年間クイーンズタウンを拠点として活動した。クイーンズタウンから出航する船団を護衛し、Uボートによって攻撃された船舶の援助を行った。6月11日の深夜にウインスローは始めてUボートを観測し、攻撃を行った。潜行した目標に対して爆雷を投下した。攻撃は失敗し、潜水艦の残骸を発見することはできず哨戒任務を再開した。7月30日、U-95より雷撃を受けたホワイトホール (SS Whitehall) の船長および12名の乗組員を救助しクイーンズタウンに無事送り届けた。8月16日にはクイーンズタウン沖で別のUボートを観測したが、悪天候のため潜行する潜水艦の航跡を確認できず、攻撃することはできなかった。6週間後の9月24日にウインスローは砲撃を受けたアメリカ船籍のスクーナー、ヘンリー・リッパート (Henry Lippett) の救援に向かった。現場に到着するとヘンリー・リッパートは炎上し、Uボートはちょうど潜行した後であった。ウインスローは潜水艦の航跡に見えた物の上に爆雷を投下し、その後スクーナーの乗組員の救助に当たった。
クイーンズタウンでの任期の残りでウインスローはもう2隻の潜水艦に遭遇した。1回は1917年10月11日で、もう1回は1918年1月3日であった。いずれの場合もウインスローは損傷を受けた潜水艦からの物と考えられる油の跡に対して爆雷攻撃を行ったが、潜水艦を撃沈した証拠を視認できなかった。しかしながら、1月3日の攻撃の場合は、1発の爆雷が巨大な濁った液体の跡を生じさせた。この記述からウインスローの爆雷がU-61の燃料を漏出させたと考えられた。ウインスローにとっては不運なことに、この前提のより明確な証拠が不足しているため、その戦果からは排除された。
1918年4月初頭にウインスローはアメリカ海軍のフランス派遣部隊に再び配属された。ブレストを拠点として活動し、終戦までフランスの港に入港するアメリカ軍輸送船の護衛を行った。ウインスローは少なくとも7回敵に遭遇したがいずれも戦果を確認することはできなかった。8月8日、ウインスローは前日潜水艦によって沈められたウェストワード・ホー (Westward Ho) の生存者を救助した。また、同日他駆逐艦とともにドイツ潜水艦に撃沈されたフランス装甲巡洋艦「デュプティ・トゥアール」の生存者を救助。9月5日には輸送船マウントヴァーノン (USS Mount Vernon, ID-4508) を雷撃した潜水艦U-82を攻撃した。しかしながら投下した爆雷は僚艦のコナー (USS Conner, DD-72)、ニコルソン (USS Nicholson, DD-52) 、ウェインライト (USS Wainwright, DD-62) が行った攻撃と同様に、戦果を上げることはなかった。ウインスローの最後の戦闘はその2週間後、護衛していた船団を攻撃したUボートに対して行われた。これもそれまでの戦闘と同様に戦果を上げることはなかった。

### 戦間期
ウインスローは11月11日の休戦協定成立までブレストからのパトロールを継続した。停戦後はフランス海域での作戦活動に従事し、12月13日にはウッドロウ・ウィルソン大統領の乗艦するジョージ・ワシントン (USS George Washingtonm, ID-3018) の護衛を行った。その15日後、ウインスローはフランスを離れ帰国の途に就いた。1919年1月12日にニューヨークに帰還、大西洋艦隊と共に平時の任務に復帰した。5月には海軍のNC水上機が大西洋横断を行う際の救助ステーション任務に従事する。その後東海岸沿いに通常の任務を再開、冬はキューバでの艦隊演習に参加し、1919年12月10日にフィラデルフィアで限定就役状態に置かれる。
ウインスローは1920年7月に船体番号 DD-53 が与えられた。1921年6月から東海岸での任務を再開し、翌年3月まで従事した。その後1922年6月5日にフィラデルフィア海軍造船所で退役した。1933年7月1日に新造駆逐艦に艦名を譲り名前が削除され、船体番号 DD-53 と呼ばれるようになった。最終的に除籍されたのは1936年1月7日であり、その後1937年6月にスクラップとして売却された。

### 注
1. ↑  ニューヨーク・タイムズ10月9日号によると、ウインスロー以外の艦艇は小艦隊の駆逐艦母艦メルヴィルと15隻の駆逐艦、エールウィン、バルチ、ベンハム、カッシン、カニンガム、カミングズ、カッシング、ドレイトン、エリクソン、ファニング、ジャーヴィス、マッコール、オブライエン、ポールディング、ポーターであった。また、マクドゥガルの操舵手による目撃談が10月22日に発行されている。
初期のレポートは以下の通り：“Newport aroused by U-boat's raid” (PDF). The New York Times:  p. 2. (1916年10月9日) 2009年5月20日閲覧。
マクダガルの操舵手による目撃談：“United States sailor describes rescue of U-53's victims” (PDF). The New York Times:  p. X1. (1916年10月22日) 2009年5月20日閲覧。
2. ↑  U-53は駐米ドイツ大使のヨハン・ハインリヒ・フォン・ベルンシュトルフに対して手紙を届けるために10月7日にニューポートに帰港しており、これは攻撃の前日であった。そして出航前にアルバート・グリーブス少将およびオースティン・M・ナイト少将の表敬訪問を受けている。
3. ↑  他の3隻はイギリスの貨物船ウェストポイント (West Point) 、ストラスデン (Strathdene) 、ノルウェーのタンカー、クリスチャン・クヌーセン (Christian Knutsen)。

## 参照
1. ↑  Gardiner, pp. 122-23.
2. 1 2 3 4 5  Bauer and Roberts, p. 171.
3. 1 2 3 4 5 6 7 8 9 10 11  Naval History & Heritage Command. "Winslow". Dictionary of American Naval Fighting Ships. 2009年5月20日閲覧。
4. ↑  “Newport aroused by U-boat's raid” (PDF). The New York Times:  p. 2. (1916年10月9日) 2009年5月20日閲覧。
5. ↑  Long, pp. 93-94.
6. ↑  Long, p. 93.
7. ↑  “Six of our ships see Stephano sunk” (PDF). The New York Times:  p. 1. (1916年10月9日) 2009年5月20日閲覧。
8. ↑  “Newport opens arms to U-boat survivors” (PDF). The New York Times:  p. 2. (1916年10月10日) 2009年5月20日閲覧。
9. ↑  Helgason, Guðmundur. "Ships hit during WWI: Whitehall". German and Austrian U-boats of World War I - Kaiserliche Marine - Uboat.net. 2009年5月20日閲覧。
10. ↑  Warrington I (Destroyer No. 30), Dictionary of American Naval Fighting Ships

- この記事はアメリカ合衆国政府の著作物であるDictionary of American Naval Fighting Shipsに由来する文章を含んでいます。

### 関連書籍
- Bauer, K. Jack; Roberts, Stephen S. (1991). Register of Ships of the U.S. Navy, 1775-1990: Major Combatants. New York: Greenwood Press. ISBN 978-0-313-26202-9. OCLC 24010356
- Gardiner, Robert, ed. (1985). Conway's All the World's Fighting Ships, 1906-1921. Annapolis, Maryland: Naval Institute Press. ISBN 978-0-87021-907-8. OCLC 12119866
- Long, Wellington (October 1966). “The Cruise of the U-53”. Proceedings (Annapolis, Maryland: United States Naval Institute) 92 (10):  89-94. ISSN 0041-798X. OCLC 2496995.
- Naval History & Heritage Command. "Tucker". Dictionary of American Naval Fighting Ships. Navy Department, Naval History and Heritage Command. 2009年5月20日閲覧。
- Naval History & Heritage Command. "Winslow". Dictionary of American Naval Fighting Ships. Navy Department, Naval History & Heritage Command. 2009年5月20日閲覧。